# Liste der Präsidenten des italienischen Verfassungsgerichts
Die 15 Richter des italienischen Verfassungsgerichts wählen aus ihrer Mitte mit absoluter Mehrheit den Präsidenten des Gerichts. Kommt im ersten Wahlgang keine absolute Mehrheit zustande, folgt eine Stichwahl unter den beiden Kandidaten mit den meisten Stimmen. Die Amtszeit des Präsidenten beträgt drei Jahre, eine Wiederwahl ist möglich. In der Regel werden Verfassungsrichter erst gegen Ende ihrer einmaligen, neunjährigen Amtszeit zum Präsidenten gewählt, weswegen letztere nur selten drei (oder mehr) Jahre an der Spitze des Verfassungsgerichts bleiben.
Der Präsident des Verfassungsgerichts ernennt in der Regel einen Vizepräsidenten, unter Umständen auch zwei oder mehr.
| Name                      | Lebensdaten | Amtsantritt   | Ausscheiden aus dem Amt | Vizepräsident(en)                                                            |
| ------------------------- | ----------- | ------------- | ----------------------- | ---------------------------------------------------------------------------- |
| Enrico De Nicola          | 1877–1959   | 23. Jan. 1956 | 26. März 1957           | Gaetano Azzariti                                                             |
| Gaetano Azzariti          | 1881–1961   | 6. Apr. 1957  | 5. Jan. 1961            | Tomaso Perassi                                                               |
| Giuseppe Cappi            | 1883–1963   | 4. März 1961  | 10. Okt. 1962           | Gaspare Ambrosini                                                            |
| Gaspare Ambrosini         | 1886–1985   | 20. Okt. 1962 | 15. Dez. 1967           | Mario Cosatti; Giuseppe Casteli Avolio; Antonino Papaldo                     |
| Aldo Sandulli             | 1915–1984   | 16. Jan. 1968 | 4. Apr. 1969            | Giuseppe Branca                                                              |
| Giuseppe Branca           | 1907–1987   | 10. Mai 1969  | 9. Juli 1971            | Michele Fragali                                                              |
| Giuseppe Chiarelli        | 1904–1978   | 22. Nov. 1971 | 16. Feb. 1973           | Michele Fragali; Costantino Mortati; Giuseppe Verzì                          |
| Francesco Paolo Bonifacio | 1923–1989   | 23. Feb. 1973 | 25. Okt. 1975           | Giuseppe Verzì; Giovanni Battista Benedetti; Luigi Oggioni                   |
| Paolo Rossi               | 1900–1985   | 18. Dez. 1975 | 9. Mai 1978             | Luigi Oggioni                                                                |
| Leonetto Amadei           | 1911–1997   | 5. März 1979  | 28. Juni 1981           | Giulio Gionfrida                                                             |
| Leopoldo Elia             | 1925–2008   | 21. Sep. 1981 | 7. Mai 1985             | Giulio Gionfrida; Edoardo Volterra; Antonino De Stefano; Guglielmo Roehrssen |
| Livio Paladin             | 1933–2000   | 3. Juli 1985  | 1. Juli 1986            | Guglielmo Roehrssen; Antonio La Pergola                                      |
| Antonio La Pergola        | 1931–2007   | 2. Juli 1986  | 14. Juni 1987           | Virgilio Andrioli                                                            |
| Francesco Saja            | 1915–1994   | 15. Juni 1987 | 22. Okt. 1990           | Virgilio Andrioli; Giovanni Conso                                            |
| Giovanni Conso            | 1922–2015   | 23. Okt. 1990 | 3. Feb. 1991            | Ettore Gallo                                                                 |
| Ettore Gallo              | 1914–2001   | 4. Feb. 1991  | 14. Juli 1991           | Aldo Corasaniti                                                              |
| Aldo Corasaniti           | 1922–2011   | 15. Juli 1991 | 14. Nov. 1992           | Giuseppe Borzellino                                                          |
| Francesco Paolo Casavola  | 1931–       | 15. Nov. 1992 | 25. Feb. 1995           | Giuseppe Borzellino; Francesco Greco; Gabriele Pescatore; Ugo Spagnoli       |
| Antonio Baldassarre       | 1940–       | 26. Feb. 1995 | 8. Sep. 1995            | Vincenzo Caianiello                                                          |
| Vincenzo Caianiello       | 1932–2002   | 9. Sep. 1995  | 23. Okt. 1995           | Mauro Ferri                                                                  |
| Mauro Ferri               | 1920–2015   | 24. Okt. 1995 | 3. Nov. 1996            | Luigi Mengoni; Enzo Cheli                                                    |
| Renato Granata            | 1926–2017   | 4. Nov. 1996  | 4. Nov. 1999            | Giuliano Vassalli                                                            |
| Giuliano Vassalli         | 1915–2009   | 11. Nov. 1999 | 13. Feb. 2000           | Francesco Guizzi; Cesare Mirabelli                                           |
| Cesare Mirabelli          | 1942–       | 23. Feb. 2000 | 21. Nov. 2000           | Francesco Guizzi                                                             |
| Cesare Ruperto            | 1925–       | 5. Jan. 2001  | 2. Dez. 2002            | Fernando Santosuosso; Massimo Vari; Riccardo Chieppa                         |
| Riccardo Chieppa          | 1926–       | 5. Dez. 2002  | 23. Jan. 2004           | Gustavo Zagrebelsky                                                          |
| Gustavo Zagrebelsky       | 1943–       | 28. Jan. 2004 | 13. Sep. 2004           | Valerio Onida; Carlo Mezzanotte                                              |
| Valerio Onida             | 1936–2022   | 22. Sep. 2004 | 30. Jan. 2005           | Carlo Mezzanotte                                                             |
| Piero Alberto Capotosti   | 1942–2014   | 10. März 2005 | 6. Nov. 2005            | Fernanda Contri; Guido Neppi Modona                                          |
| Annibale Marini           | 1940–       | 10. Nov. 2005 | 9. Juli 2006            | Franco Bile;Giovanni Maria Flick                                             |
| Franco Bile               | 1929–2022   | 11. Juli 2006 | 8. Nov. 2008            | Giovanni Maria Flick                                                         |
| Giovanni Maria Flick      | 1940–       | 14. Nov. 2008 | 18. Feb. 2009           | Francesco Amirante                                                           |
| Francesco Amirante        | 1933–       | 25. Feb. 2009 | 7. Dez. 2010            | Ugo De Siervo                                                                |
| Ugo De Siervo             | 1942–       | 10. Dez. 2010 | 29. Apr. 2011           | Paolo Maddalena                                                              |
| Alfonso Quaranta          | 1936–2023   | 6. Juni 2011  | 27. Jan. 2013           | Paolo Maddalena; Alfio Finocchiaro; Franco Gallo                             |
| Franco Gallo              | 1937–       | 29. Jan. 2013 | 16. Sep. 2013           | Luigi Mazzella; Gaetano Silvestri                                            |
| Gaetano Silvestri         | 1944–       | 18. Sep. 2013 | 28. Juni 2014           | Luigi Mazzella                                                               |
| Giuseppe Tesauro          | 1942–2021   | 30. Juli 2014 | 9. Nov. 2014            | Paolo Maria Napolitano                                                       |
| Alessandro Criscuolo      | 1937–2020   | 12. Nov. 2014 | 24. Feb. 2016           | Marta Cartabia; Giorgio Lattanzi                                             |
| Paolo Grossi              | 1933–2022   | 24. Feb. 2016 | 23. Feb. 2018           | Giorgio Lattanzi; Aldo Carosi; Marta Cartabia                                |
| Giorgio Lattanzi          | 1939–       | 8. März 2018  | 9. Dez. 2019            | Aldo Carosi; Marta Cartabia; Mario Rosario Morelli                           |
| Marta Cartabia            | 1963–       | 11. Dez. 2019 | 13. Sep. 2020           | Aldo Carosi; Mario Rosario Morelli                                           |
| Mario Rosario Morelli     | 1941–       | 16. Sep. 2020 | 12. Dez. 2020           | Giancarlo Coraggio; Giuliano Amato                                           |
| Giancarlo Coraggio        | 1940–       | 18. Dez. 2020 | 28. Jan. 2022           | Giuliano Amato                                                               |
| Giuliano Amato            | 1938–       | 29. Jan. 2022 | 18. Sep. 2022           | Silvana Sciarra; Daria de Pretis; Nicolò Zanon                               |
| Silvana Sciarra           | 1948–       | 20. Sep. 2022 | 11. Nov. 2023           | Daria de Pretis; Nicolò Zanon                                                |
| Augusto Antonio Barbera   | 1938–       | 12. Dez. 2023 | 21. Dez. 2024           | Franco Modugno; Giulio Prosperetti; Giovanni Amoroso                         |
| Giovanni Amoroso          | 1949–       | 21. Jan. 2025 |                         | Francesco Viganò; Luca Antonini                                              |